# Nooshi Dadgostarová
Mehrnoosh „Nooshi“ Dadgostarová (* 20. června 1985 Ängelholm, Švédsko) je švédská politička, od roku 2014 poslankyně Riksdagu, v letech 2018 až 2020 místopředsedkyně Levicové strany a od roku 2020 její předsedkyně.

## Kariéra

### 2020 – současnost
Dne 3. února 2020 oznámila, že se bude ucházet o post předsedkyně Levicové strany poté, co odstoupil Jonas Sjöstedt. Koncem září 2020 byla oficiálně nominována na novou předsedkyni strany a 31. října jí byla zvolena.
V polovině června 2021 pohrozila, že bude usilovat o vyslovení nedůvěry vládě Stefana Löfvena poté, co vláda oznámila svůj záměr se zákonem o regulaci nájemného. Dne 15. června dala vládě 48hodinové ultimátum, aby své plány stáhla, jinak vystoupí její strana z vládní koalice. Svou hrozbu splnila, což vyústilo v hlasování ve sněmovně, kde Riksdag skutečně odhlasoval odchod Löfvena z vlády.

## Osobní život
Její rodiče se do Švédska přestěhovali jako uprchlíci z Íránu, aby unikli pronásledování na začátku 80. let. Vyrůstala v Göteborgu. Studovala práva na Stockholmské univerzitě, ale studium nedokončila.